# João Duarte Pereira
João Duarte Vieira Pereira (født 10. maj 1990 i Santarém) er en portugisisk fodboldspiller, der spiller for SønderjyskE. 

## Klubkarriere
I januar 2013 indgik Pereira en tre-årig aftale med Superligaklubben FC Nordsjælland. Opholdet i klubben blev dog ikke nogen succes og allerede efter et halvt år i klubben uden nogen liga-kampe blev Pereira og klubben enige om at ophæve kontrakten.
Herefter skiftede han i august 2013 til 1. divisionsklubben Vejle Boldklub på en halv-årig aftale.
Efter kontraktudløb den 30. juni 2018 forlod Pereira Odense Boldklub.